# 無害
| ウィキペディアには「無害」という見出しの百科事典記事はありません（タイトルに「無害」を含むページの一覧/「無害」で始まるページの一覧）。 代わりにウィクショナリーのページ「無害」が役に立つかもしれません。 |